# Közelképek írókról
A Közelképek írókról a Magyar Művészeti Akadémia által 2014-ben indított kismonográfia-sorozat Ács Margit szerkesztésében. A sorozatban összegző jelleggel mindeddig feltáratlan életművek kerülnek bemutatásra. A kötetekben mindegyik esetben válogatott bibliográfia és képmelléklet is helyet kap.

## A sorozat kötetei
- Gáspár György: Albert Gábor, 2014
- Sturm László: Marsall László, 2014
- Ködöböcz Gábor: Kiss Benedek, 2014
- Cs. Nagy Ibolya: Kiss Anna, 2015
- Vasy Géza: Temesi Ferenc, 2015
- Rónay László: Tamás Menyhért, 2015
- Tary Orsolya: Tóth Bálint, 2015
- Cs. Nagy Ibolya: Farkas Árpád, 2015
- Márkus Béla: Ágh István, 2015
- Papp Endre: Vári Fábián László, 2016
- Alföldy Jenő: Tornai József, 2016
- Imre László: Jókai Anna, 2016
- Jánosi Zoltán: Ratkó József, 2016
- Bartusz-Dobosi László: Kalász Márton, 2017
- Ekler Andrea: Vathy Zsuzsa, 2017
- Sturm László: Vas István; 2017
- Márkus Béla: Gál Sándor; 2017
- Márkus Béla: Szilágyi István; 2018
- Jánosi Zoltán: Oláh János; 2018
- Demeter Zsuzsa: Sigmond István; 2018
- Nagy Gábor: Utassy József; 2018
- Elek Tibor: Grendel Lajos; 2018
- Cs. Nagy Ibolya: Király László; 2019
- Mórocz Gábor: Buda Ferenc; 2020
- Papp Endre: Döbrentei Kornél; 2020
- Bartusz-Dobosi László: Csengey Dénes; 2020